# Szántó Béla
Szántó Béla Lőb (szül. Schreiber Béla, Homokkomárom, 1881. február 1. – Budapest, 1951. június 1.) tisztviselő, politikus.

## Élete
Zsidó családból származott, mint Schreiber Sándor és Günsberger Lina fia. Az elemi iskolát Homokkomáromban kezdte el, később Nagykanizsán járt a polgári fiúiskolába. 1900-ban végzett a felsőkereskedelmi iskolában, könyvelőként állt munkába Kanizsán. 1901-ben költözött fel Budapestre, ahol mint magántisztviselő dolgozott. 1904-ben lett tagja a Szociáldemokrata Pártnak. 1906-ban alapították meg a Magyarországi Magántisztviselők Egyesületét, melynek ő nyerte el elnöki tisztjét. Az antimilitarista mozgalomban is részt vett.
1911. február 18-án Budapesten, az Erzsébetvárosban hazásságot kötött Feldbránd (Krammer) Mária polgári iskolai tanárnővel, Feldbránd Izrael és Treibitsch Zsófia lányával.
A Budapesti Katonatanács egyik vezetője volt az 1918-as polgári demokratikus forradalom alatt. A KMP egyik alapító tagja, valamint titkára volt a Központi Bizottságnak. 1919 februárjában több kommunistával együtt letartóztatták. A gyűjtőfogházban egyik aláírója volt a MSZDP és a KMP egyesülését, illetve a proletárdiktatúra kikiáltását kimondó nyilatkozatnak. A Magyarországi Tanácsköztársaság idején hadügyi népbiztosként tevékenykedett, illetve szervezte a Vörös Hadsereget is. 1911-ben és 1919-ben is vallási felekezeten kívül álló volt.
Miután a Tanácsköztársaság megbukott, először Bécsbe, aztán Berlinbe, végül a Szovjetunióba emigrált. Itt később tagja volt Szakszervezeti Internacionálénak a Kommunista Internacionálénak. 1927-ben illegális pártmunkát végzett Magyarországon, 1932-től 1938-ig pedig újfent a Szovjetunióban a Nehézipari Népbiztosság Állami Tudományos Könyvtárának lett az igazgatója. A második világháború előtt és alatt közreműködött a moszkvai rádió magyar adásaiban és a Szovjet Tájékoztató Irodánál is dolgozott.
1946-ban tért vissza Magyarországra, a szövetkezeti mozgalom egyik vezetője lett. 1948-tól varsói követként dolgozott, míg 1950-ben vissza nem rendelték. Szívrohamban hunyt el.

## Családja
Testvére volt Szántó Zoltán és Szántó Rezső, és Szántó Gizella.

## Fontosabb munkái
- A magyar munkásmozgalom 1914-ig (Budapest, 1947);
- Szántó Béla tanulmánya az első világháború előtti magyarországi ellenzéki szociáldemokrata irányzatokról (Erényi Tibor forrásközlése, Párttört. Közl. 1962. 4. sz.).

## Emlékezete
- 1968 és 1990 között a zuglói Jávor utca viselte a nevét.
- Szülőfalujában emléktábla őrzi emlékét.